# DKW F91

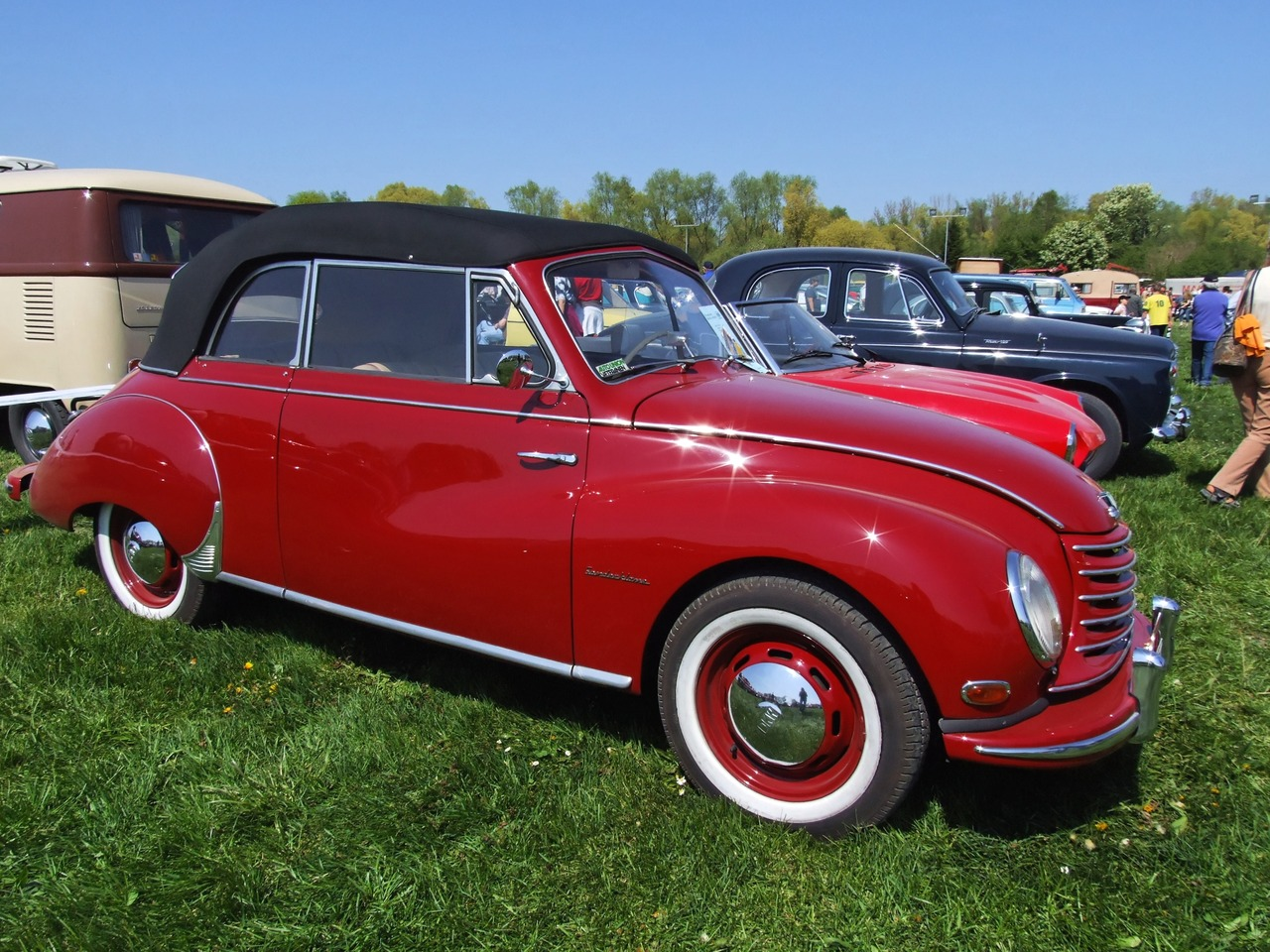
DKW F91

DKW F91 var en bil i mellanklassen tillverkad av DKW (Auto Union). Modellen började tillverkas 1953. Denna modell ersattes 1955 av DKW F93.
DKW F91 premiärvisades på Frankfurtsalongen i mars 1953. Den tillverkades i 55 857 exemplar fram till 1955 samt i 1550 exemplar av cabrioletversionen hos Karmann. Kombivarianten tillverkades fram till 1957 i 15 193 exemplar. 